# Fania Mindell

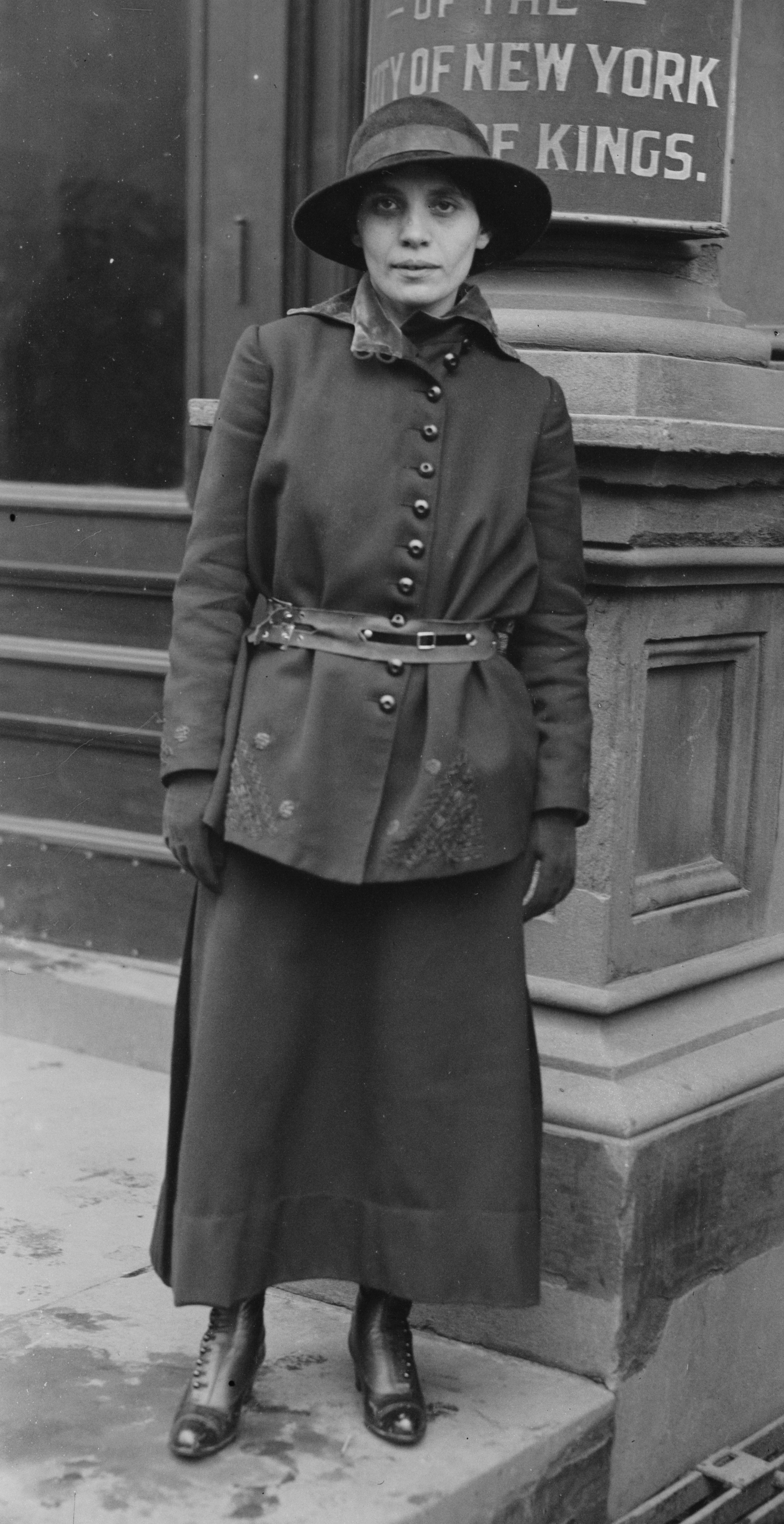
Foto von Fania Esiah Mindell aus dem Jahr 1917 vor dem Gerichtsgebäude, New York

 Fania Esiah Mindell    (* 15. Dezember 1894 in Minsk, Belarus; † 18. Juli 1969 in Mexiko-Stadt, Mexiko) war eine russisch-amerikanische Aktivistin, Sozialarbeiterin, Bühnen- und Kostümbildnerin und Übersetzerin.

## Leben und Werk
Mindell war die Tochter von Simon Isaiah Mindell und Bessie Gillen. Sie emigrierte 1906 mit ihrer Familie nach Brooklyn und zog später nach Chicago. 1919 wurde sie US-Staatsbürgerin.
Als junge politische Aktivistin lernte sie 1916 die Feministin Margaret Sanger und deren Schwester Ethel Byrne kennen. Sanger war vor kurzem in die USA zurückgekehrt, nachdem sie in Holland Kliniken für Geburtenkontrolle studiert hatte, und wollte Frauen in Amerika über Geburtenkontrolle unterrichten. Geburtenkontrolle war derzeit in den Vereinigten Staaten illegal und wurde in den Vereinigten Staaten erst 1965 landesweit legalisiert, und dann nur für verheiratete Paare. Mindell half dabei, Sangers Vortrag vor den Frauen in den Viehhöfen in Chicago zu organisieren, bei dem sie ein Publikum von 1500 Arbeiterinnen versammelte.

## Klinik für Geburtenkontrolle in Brooklyn und Verhaftung
Nach ihrem ersten Treffen in Chicago folgte Mindell Sanger nach New York City. Sanger, Byrne und Mindell wollten eine Klinik für Geburtenkontrolle im Stadtteil Brownsville in Brooklyn eröffnen, einem der ärmsten Viertel des Bezirks mit einem hohen Anteil an Einwanderern. Um die Nachricht zu verbreiten, gingen sie von Tür zu Tür und verteilten Handzettel mit Informationen über die Klinik. Mindell übersetzte den Handzettel ins Jiddische, um den zahlreichen jüdischen Frauen im Viertel besser helfen zu können. Weitere Handzettel wurden auf Englisch und Italienisch gedruckt. Die Klinik in Brownsville öffnete am 16. Oktober 1916 ihre Türen für Frauen aller Glaubensrichtungen und am Eröffnungstag wurden mehr als 100 Frauen betreut.

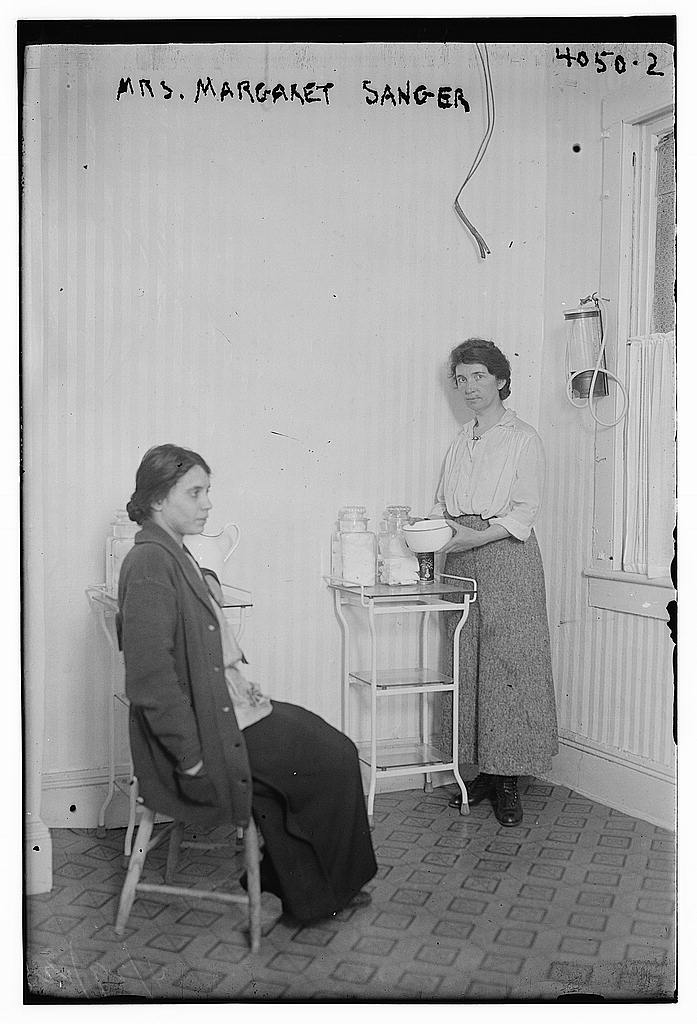
Das Foto zeigt Margaret Sanger mit Fania Mindell (rechts) in der Brownsville-Klinik, vermutlich aufgenommen im Oktober 1916

In der Klinik übernahm Mindell mehrere Aufgaben. Gemeinsam mit Elizabeth Stuyvesant verwaltete sie die Klinik, half bei der Aufnahme der Patientinnen und der umfangreichen Dokumentation, was ihr dadurch erleichtert wurde, dass sie drei Sprachen fließend sprach. Mindells Hauptaufgabe bestand darin, für die jiddisch sprechende Kundschaft zu dolmetschen. Sie war auch dafür verantwortlich, den Frauen Informationen vorzulesen, während sie darauf warteten, untersucht zu werden.
Zehn Tage nach der Eröffnung der Klinik in Brownsville betraten Angehörige der New Yorker Sittenpolizei das Gebäude, schlossen die Türen ab und bewachten sie. Sie beschlagnahmten die Krankenakten der 464 Patientinnen der Klinik. Sie zwangen die Frauen im Wartezimmer, sich in einer Reihe aufzustellen und ihre Namen und Adressen anzugeben. Die Polizei verhaftete Sanger und Mindell vor Ort. Die beiden wurden zur örtlichen Polizeiwache gebracht, während eine Menge aufgebrachter Mütter und Patientinnen aus Brownsville hinter dem Polizeiwagen herlief. Die Brownsville-Klinik verletzte Paragraph 1142 des Strafgesetzbuchs des Staates New York. Dieses Landesgesetz, das dem Comstock-Gesetz auf Bundesebene ähnelt, kriminalisierte die Verteilung von Materialien zur Empfängnisverhütung aufgrund ihres obszönen Charakters. Beide Frauen wurden vor Gericht gestellt und nachdem sie eine Nacht im Gefängnis verbracht hatten, gegen eine Kaution von 500 Dollar freigelassen.
Bald darauf wurde auch Ethel Byrne verhaftet. Am 4. Januar 1917 wurde sie vor Gericht gestellt und für schuldig befunden, das gesetzliche Verbot der Weitergabe von Informationen über Geburtenkontrolle verletzt zu haben. Jüdische Frauen nahmen an den Prozessen teil, und viele von ihnen wurden zu Byrnes Prozess vorgeladen. Die Staatsanwaltschaft warf ihr Antisemitismus vor und unterstellte ihr, sie habe versucht, die Geburt jüdischer Babys zu verhindern, doch viele jüdische Frauen protestierten. Byrne wurde zu einem Monat Haft im Arbeitshaus von Blackwell Island verurteilt.
Die Prozesse gegen Sanger und Mindell begannen am 29. Januar 1917. Mindell wurde angeklagt, Sangers Broschüre zur Empfängnisverhütung Was jedes Mädchen wissen sollte verkauft zu haben. Sie wurde wegen Obszönität für schuldig befunden und zu einer Geldstrafe von 50 Dollar verurteilt. Wie ihre Schwester wurde Sanger wegen Verstoßes gegen die Comstock-Gesetze angeklagt und verurteilt. Sanger wurde zu 30 Tagen Arbeitshaus in Queens verurteilt. Alle drei Frauen wurden für schuldig befunden, aber die Urteile wurden schließlich aufgehoben, und ihre Kampagne war ein Erfolg, der zu großen Veränderungen in der Sozialpolitik und den Gesetzen zur Geburtenkontrolle und Sexualerziehung führte.

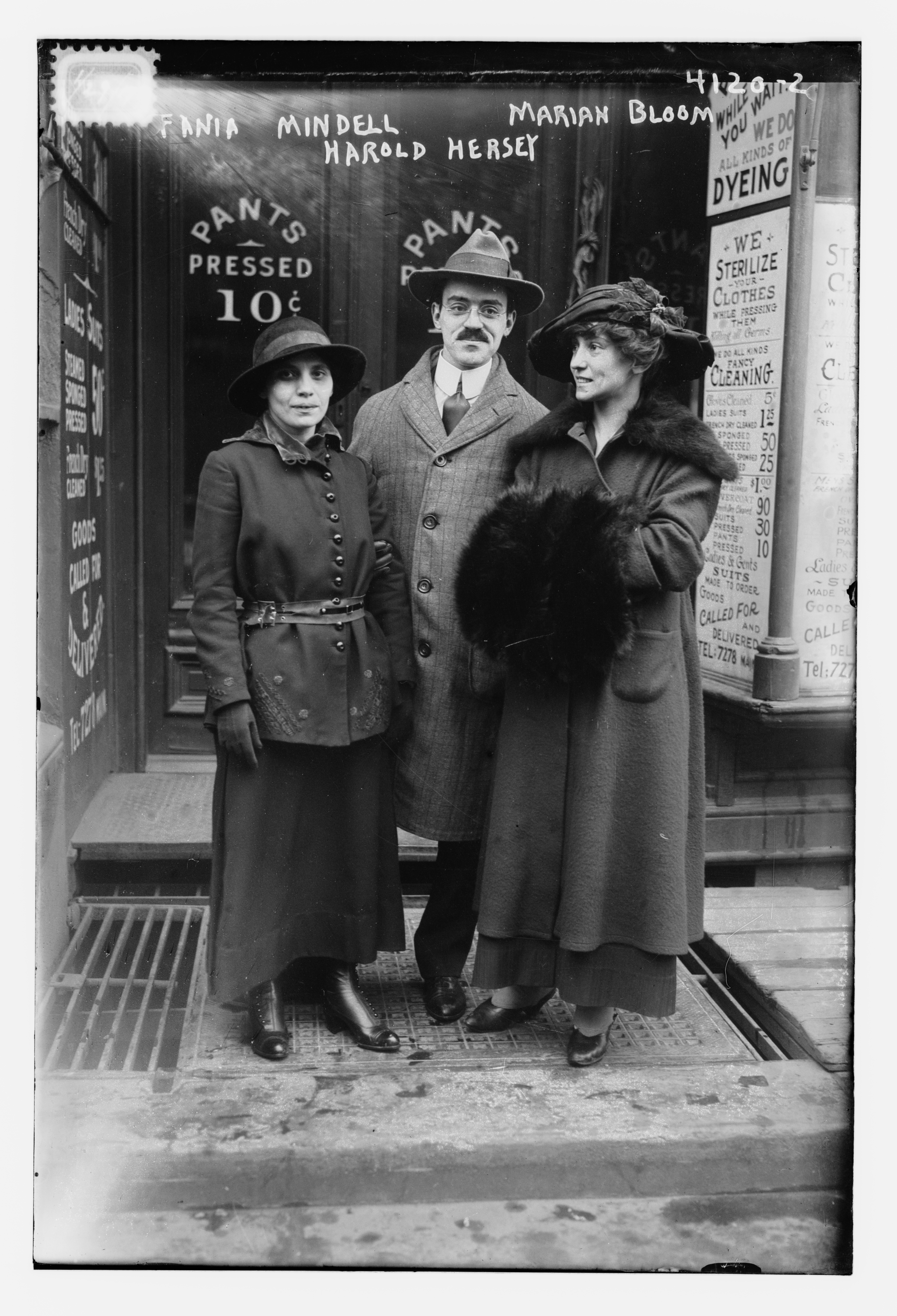
Fania Mindell mit dem Verleger Harold Brainerd Hersey und der Schriftstellerin Marian Bloom im Jahr 1917

In einer Ausgabe des Birth Control Review vom April 1918 ging Sanger ausführlich auf die Tortur ein und dankte den Frauen New Yorks, die ihre Bemühungen unterstützt hatten. Die Klinik in Brooklyn wurde geschlossen, aber Sanger wurde später die Gründerin der American Birth Control League, des Vorläufers der Planned Parenthood.

## Übersetzerin und Kostüm- und Bühnenbildnerin
Neben ihrer Arbeit mit Sanger und Byrne war Mindell auch Ladenbesitzerin, Kostüm- und Bühnenbildnerin und Übersetzerin. Sie eröffnete eine kleine Boutique namens Little Russia in Greenwich Village, die russische Kuriositäten ausstellte und als ein Ort beschrieben wurde, an dem die reine russische Atmosphäre herrscht. Robert Edmund Jones, ein Bühnenbildner, Licht- und Kostümbildner, kam nach Little Russia, um Objekte für das Bühnenbild von Arthur Hopkins Inszenierung von Redemption zu suchen. Nachdem er Mindell kennengelernt hatte, lud er sie ein, bei der Gestaltung des Bühnenbilds und der Kostüme für die Inszenierung zu helfen.
Etwa zur gleichen Zeit reichte Mindell eine Übersetzung von Maxim Gorkis Nachtasyl bei Hopkins ein, die dieser 1920 im Plymouth Theatre aufführte. Mindell fertigte auch die Modelle und Bühnenbilder für die Aufführung an. Später adaptierte sie Leonid Nikolajewitsch Andrejews Der Mann, der die Ohrfeigen bekam.
Am 3. Dezember 1929 heiratete Mindell den Historiker, Aktivisten und Autor Ralph Edmund LeClercq Roeder. Sie reisten viele Jahre durch Europa und die Karibik und zogen in den 1950er Jahren nach Mexiko.
Mindell starb 1969 im Alter von 74 Jahren, einige Monate vor ihrem Ehemann. Sie sind beide auf dem Friedhof Panteón Civil de Dolores in Mexiko-Stadt begraben.